# 雷德希爾
雷德希爾（英語：Redhill）是英國英格蘭薩里郡的一個城市，位於倫敦的遠郊。雷德希爾於2011年有人口18,163人。
長期在台灣行醫奉獻，並以切膚之愛聞名的蘭大衛醫師、及其子蘭大弼醫師皆在此終老。